# Eduardo de Castro
Eduardo de Castro González (Melilla, 3 de marzo de 1957) es un funcionario público y político independiente español, que ocupó el cargo de Presidente de Melilla entre 2019 y 2023. Perteneció a Ciudadanos de 2015 a 2021.

## Biografía

#### Formación académica
Diplomado en Relaciones laborales por la Universidad de Granada, empezó desde bien joven a trabajar como funcionario en el Ministerio del Interior y en el Ayuntamiento de Melilla, teniendo funciones superiores como coordinación o dirección.

#### Carrera política
En 2015 decidió dar el salto a la política, empezando a militar en Ciudadanos, siendo elegido en las elecciones a la Asamblea de Melilla de 2015 candidato de Ciudadanos a la presidencia de la ciudad autónoma, obteniendo representación con dos diputados.

#### Presidente de la ciudad autónoma de Melilla
En las elecciones a la Asamblea de Melilla de 2019 repitió como candidato de su partido a la presidencia de la ciudad autónoma y, pese a que la formación naranja perdió un escaño y él quedó como único diputado de Ciudadanos en la Asamblea de Melilla, fue la clave para formar el nuevo gobierno. Había dos posibilidades: la primera, la reelección de Juan José Imbroda, tras diecinueve años al frente de la presidencia de la ciudad de Melilla, la cual implicaba el apoyo necesario de Vox;  la segunda, conformar un gobierno alternativo junto a Coalición por Melilla y el PSOE. Tras varias reuniones a dos bandas tanto con Juan José Imbroda y el Partido Popular de Melilla, como con Coalición por Melilla y el PSOE, estos últimos no aclararon su postura sobre el particular.
El 15 de junio de 2019 en la constitución de la Asamblea de Melilla, cuando Juan José Imbroda se presentó a la investidura para la presidencia de la ciudad autónoma contando con los votos favorables del Partido Popular de Melilla y Vox, a falta del voto decisivo de Ciudadanos, De Castro presentó su candidatura para presidir la ciudad. Con los votos favorables de Coalición por Melilla y el PSOE, fue nombrado presidente de la ciudad autónoma de Melilla.
El 2 de abril de 2021, la dirección de Ciudadanos comunicó que el 30 de marzo pasado había expulsado a Eduardo de Castro del partido por ocultar su imputación irregularidades en la adjudicación de contratos públicos.